# Güzlek, Akyazı
Güzlek là một xã thuộc quận Akyazı, tỉnh Sakarya, Thổ Nhĩ Kỳ. Dân số thời điểm năm 2008 là 484 người.